# Ira Schreiber Nelson
Ira "Ike" Schreiber Nelson (St Joseph, 1 de enero de 1911-14 de noviembre de 1965) fue un botánico, taxónomo y horticultor estadounidense, que trabajó en Luisiana.

## Biografía
Fueron sus padres Thomas Norris Nelson y Catherine Rozina Schreiber. Se desempeñó en el Instituto del Sudoeste de Luisiana en Lafayette. Se especializó en la familia de las amarilidáceas, con énfasis en los géneros Amaryllis, y Hippeastrum. Fue uno de los fundadores de la American Amaryllis Society en 1933.
Desde 1942, Lowell Randolph (un profesor de botánica de la Universidad Cornell) colaboró con "Ike" Nelson, después de llevarse a cabo, la primera exposición de la "Sociedad de Louisiana de Iris. Ambos identificaron una nueva especie de iris, de Abbeville (Louisiana). Randolph nombró al nuevo iris después de él. Iris nelsonii fue luego publicada su descripción por Randolph in 'Baileya' (a Quarterly Journal of Horticultural Taxonomy of Ithaca, New York) 14: 150 in 1966.
Además, Nelson fotografió muchos objetos hechos de ciprés, por artesanos populares. Su colección que incluye correspondencia de María H. Nelson (sin parentesco), otra entusiasta de los iris de Luisiana del 1930, se encuentra en la Universidad de Luisiana en Lafayette.
En 1965, murió repentinamente en un siniestro automovilístico.

## Obra
- 1967. Negative Evidence of Introgression Affecting the Stability of Luisiana Iris Species. Memoir, Agric. Experiment Sta. New York State College of Agriculture, Cornell Univ. Con L.F. Randolph, R.L. Plaisted. 	56 pp.
- 1955. Search for New Amaryllis Breeding Stock. 5 pp.
- 1944. A Review of Louisiana Irises. 10 pp.
- 1939. The Influence of Hydrofuramide Upon Seed Germination and Control of Pythium in Tomatoes. Iowa State College, 78 pp.

## Premios y reconocimientos
- muy activo en varias sociedades de horticultura a nivel estatal y nacional[10]
- 1960: medalla Herbert[11]
- 1964: galardón por Docencia de la Sociedad Estadounidense de Horticultura[12]

## Eponimia
- (Iridaceae) Limniris nelsonii (Randolph) Rodion.[13]